# Маріуш Пудзяновський
Ма́ріуш Збі́гнєв Пудзяно́вський (пол. Mariusz Zbigniew Pudzianowski; нар. 7 лютого 1977, Бяла-Равська, Лодзьке воєводство, Польща) — польський спортсмен, стронгмен, важкоатлет, регбіст і боєць змішаного стилю.
Багаторазовий чемпіон світу з силового екстріму. П'ятиразовий володар титулу «Найсильніша людина світу» за версією WSM (2002, 2003, 2005, 2007 та 2008 рр.). Переможець серій WSSS у 2004—2007 роках та WSCF у 2006 і 2007 роках. Переможець і призер міжнародних турнірів з важкої атлетики.
Також Пудзяновський був гравцем у регбі у складі команди «Будовляни Лодзь» — володаря кубку Польщі.
Є знавцем карате кьокусін (зелений пояс).
Псевдоніми: Pudzian, Dominator, Python.

## Біографія
Маріуш Пудзяновський народився 7 лютого 1977 р. в Бяла-Равська (Польська Народна Республіка, нині Польська Республіка) в родині важкоатлета Войцеха Пудзяновского. Саме батько і був першим тренером Маріуша в силових видах спорту. Ще з дитинства цікавився спортом: в 11 років почав займатися карате кьокусін (у даний час має 4 кю), в 13 років захопився паверліфтингом, а з 15-ти — боксом.
У 2000—2001 роках Пудзяновський провів 19 місяців у в'язниці, будучи звинуваченим у нападі на людину і грабежі. В інтерв'ю він сказав, що хотів зупинити «боса місцевої мафії» від побиття молодої людини. Ув'язнення відбував у Ловичу, де через кілька років після виходу на свободу організував зустріч ресоціалізації для колишніх ув'язнених цієї в'язниці.
Проживає у Бялій-Равській. Бере участь у різних комерційних заходах; у 2005 році заснував училище фізичного захисту «Pudzian академії», яка готує персонал служби безпеки. Володіє транспортною компанією «Пудзяновський Транспорт» (пол. Pudzianowski Transport) і «Домом весілля» в Бялій-Равській.

### Спортивна кар'єра
Перший дебют Пудзяновського у професійному спорті відбувся у віці 16 років, на змаганні Польщі з жиму лежачи. 
З 1999 року Маріуш став виступати на змаганнях «Стронгмен» у рамках Чемпіонату світу зі стронгмену (за звання найсильнішої людини). У 2002, 2003, 2005, 2007 і 2008 роках став чемпіоном світу, в 2004 був третім, у 2006 і 2009 — другим. У 2002, 2003 і 2004 став чемпіоном Європи. У 2003, 2004 і 2005 році став чемпіоном світу в команді. Є рекордсменом світу в декількох змаганнях «Стронгмен». 

#### Розміри тіла
Зріст: 186 см  
Вага: 118 кг (2014 р.), 142 (2009 р.) кг
Біцепс: 56 см  
Передпліччя: 45 см  
Шия: 54 см  
Талія: 92 см  
окружність стегон: 80 см  
окружність грудей 148 см 

## Рекорди в паверліфтингу
Протягом спортивної кар'єри у силових видах спорту Пудзяновським встановлено такі особисті рекорди:

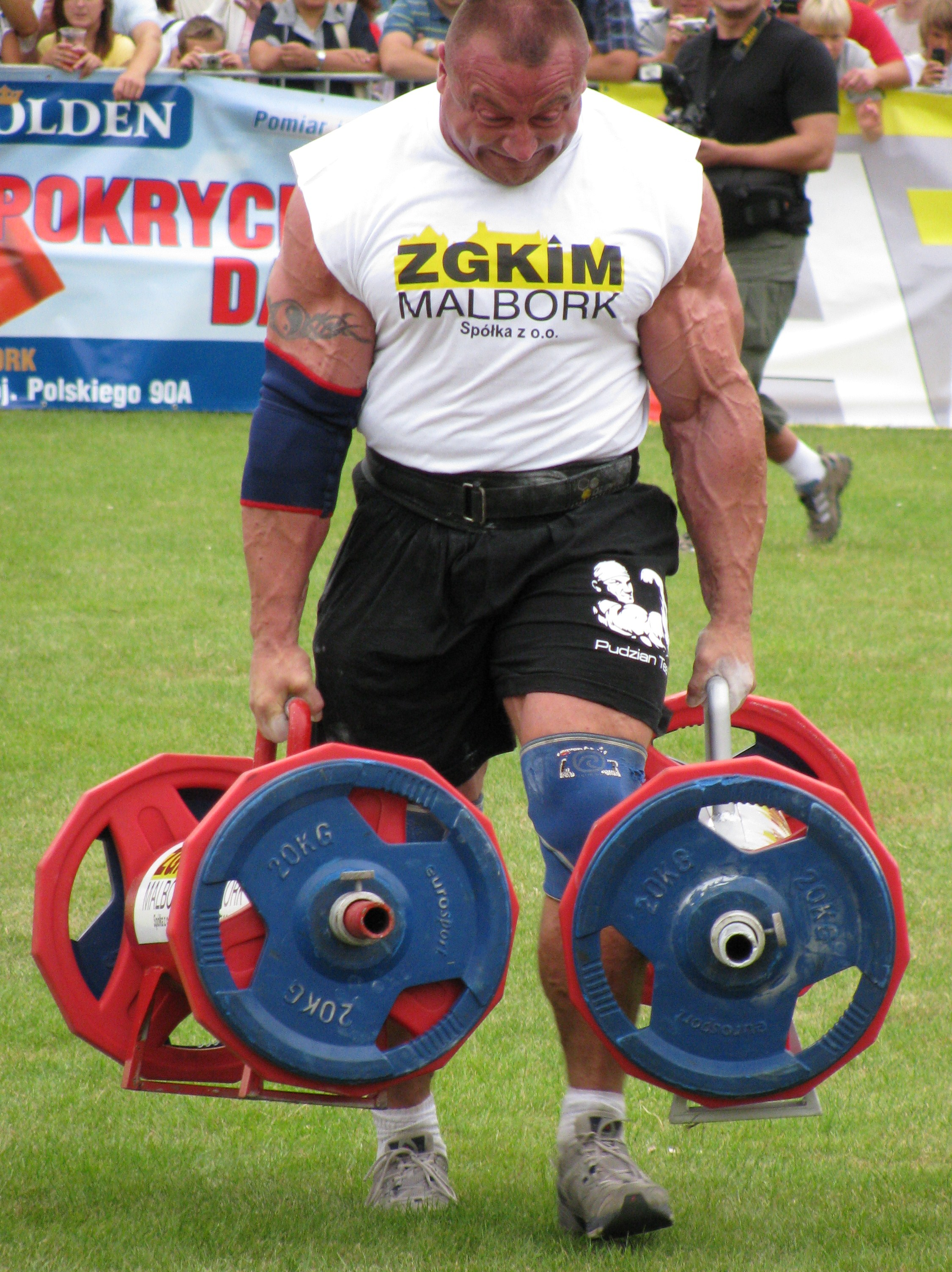
Маріуш Пудзяновський на змаганнях із силового екстріму.

| Назва дисципліни      | Рекорд |
| --------------------- | ------ |
| Жим штанги лежачи     | 310 кг |
| Присідання зі штангою | 390 кг |
| Станова тяга штанги   | 435 кг |

## Статистика в силовому екстримі

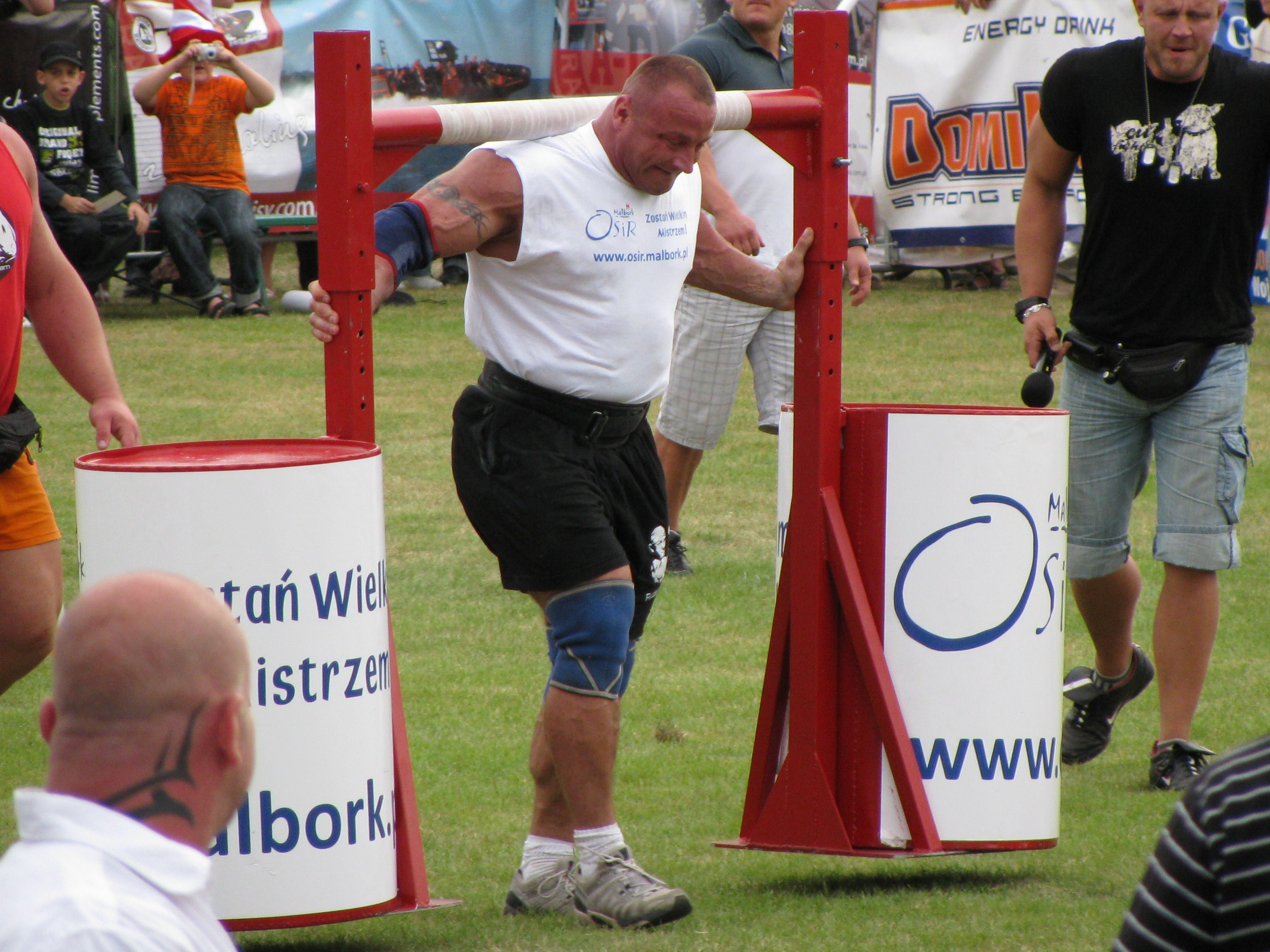
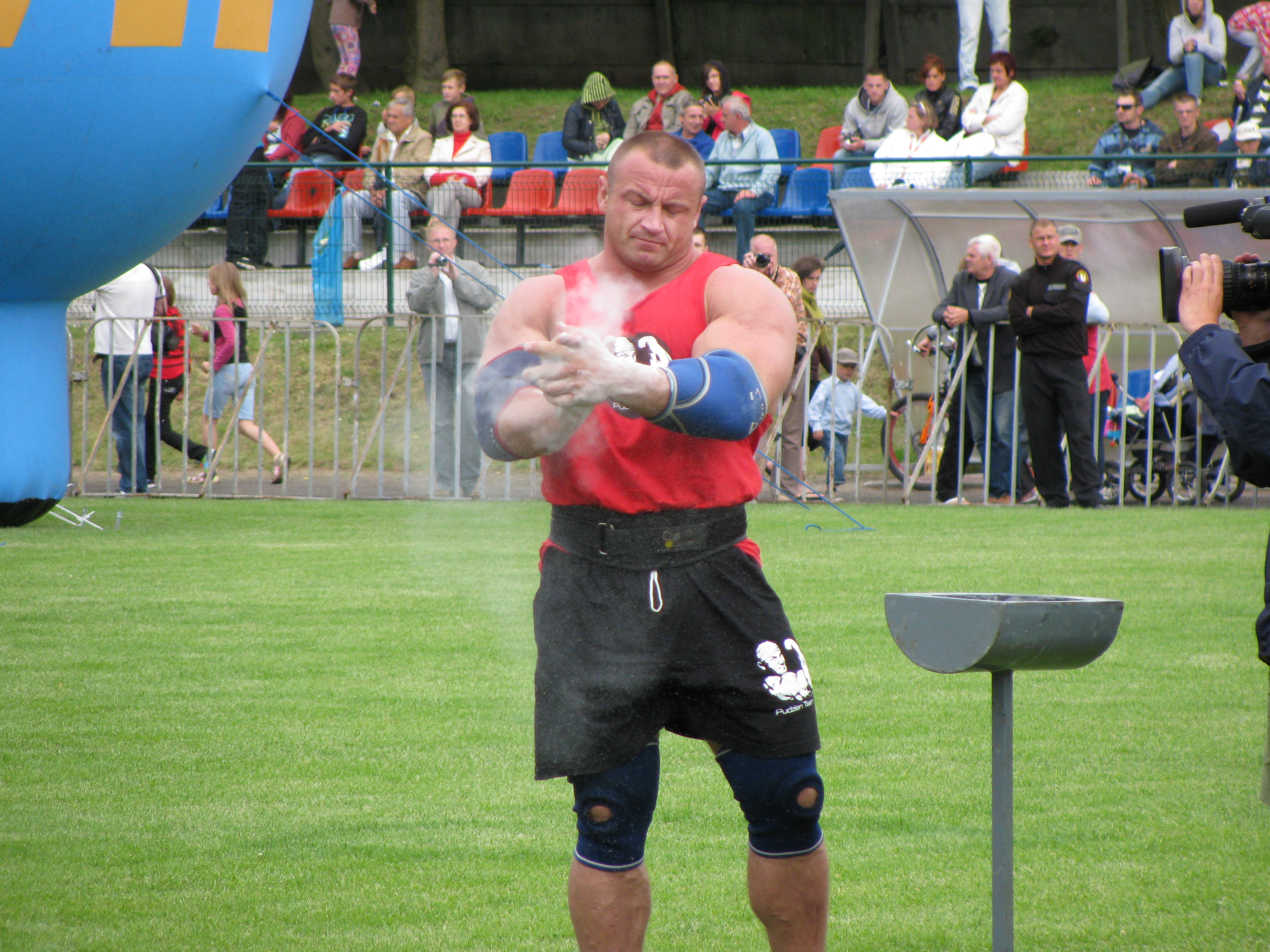
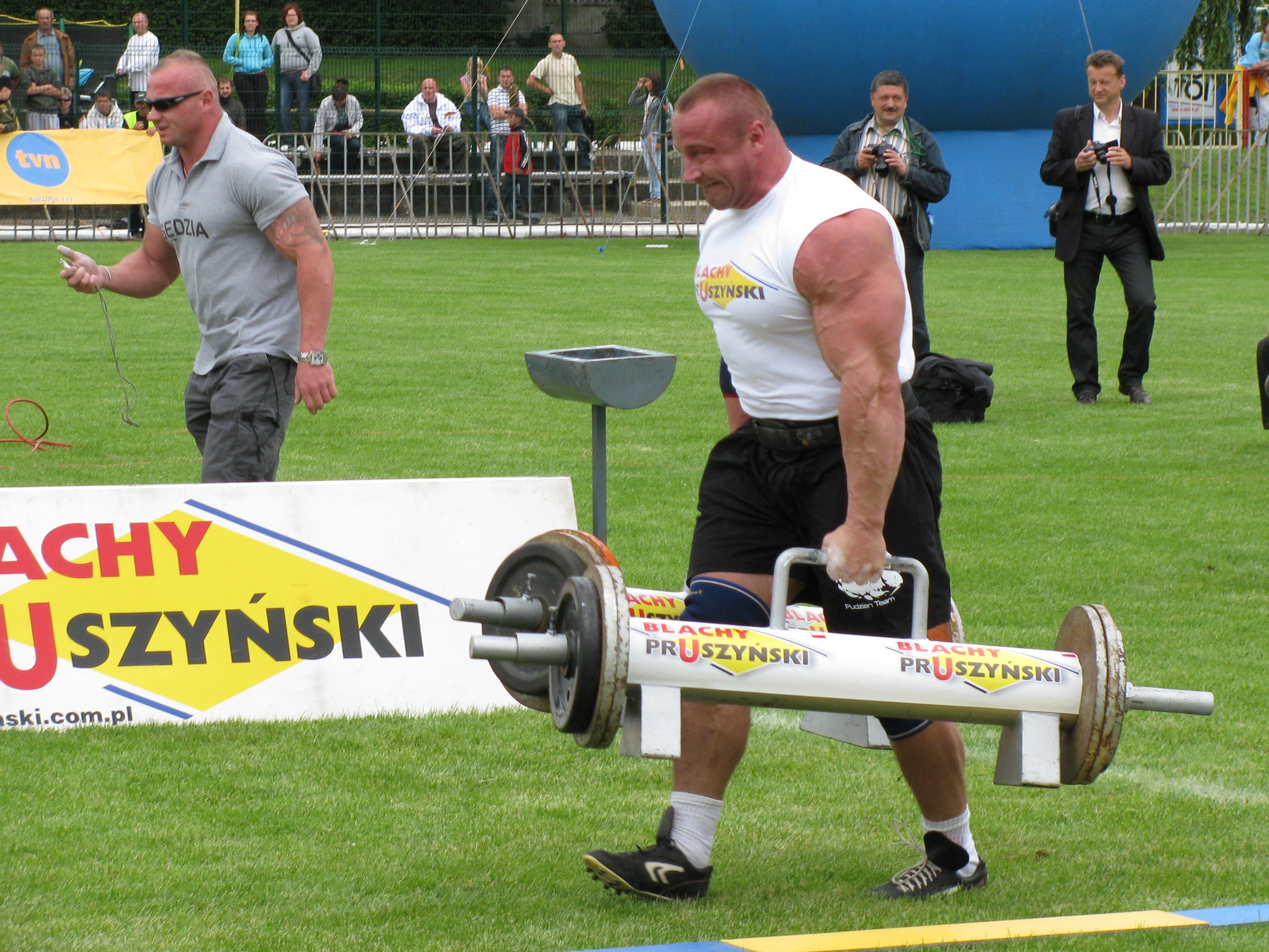

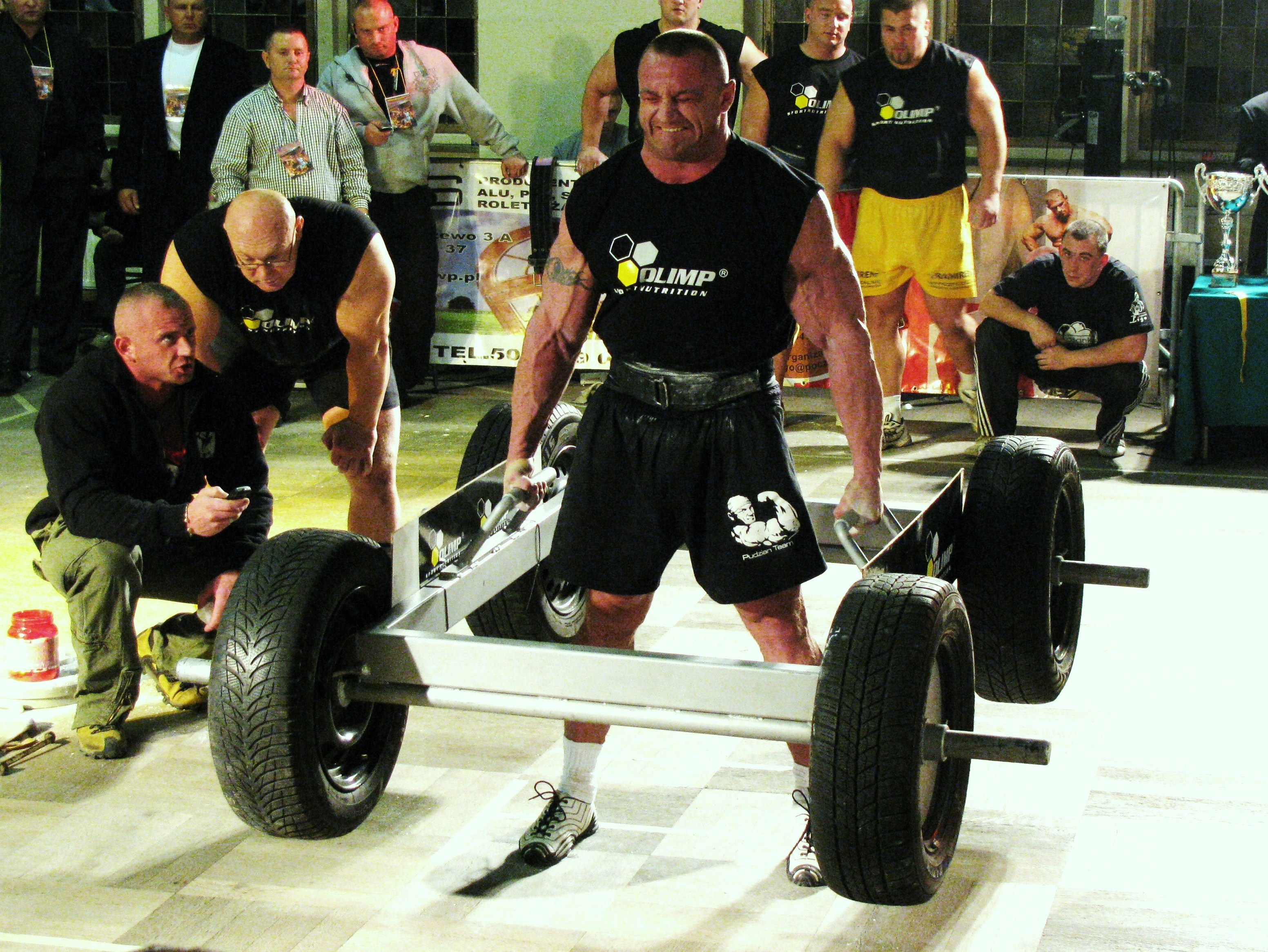
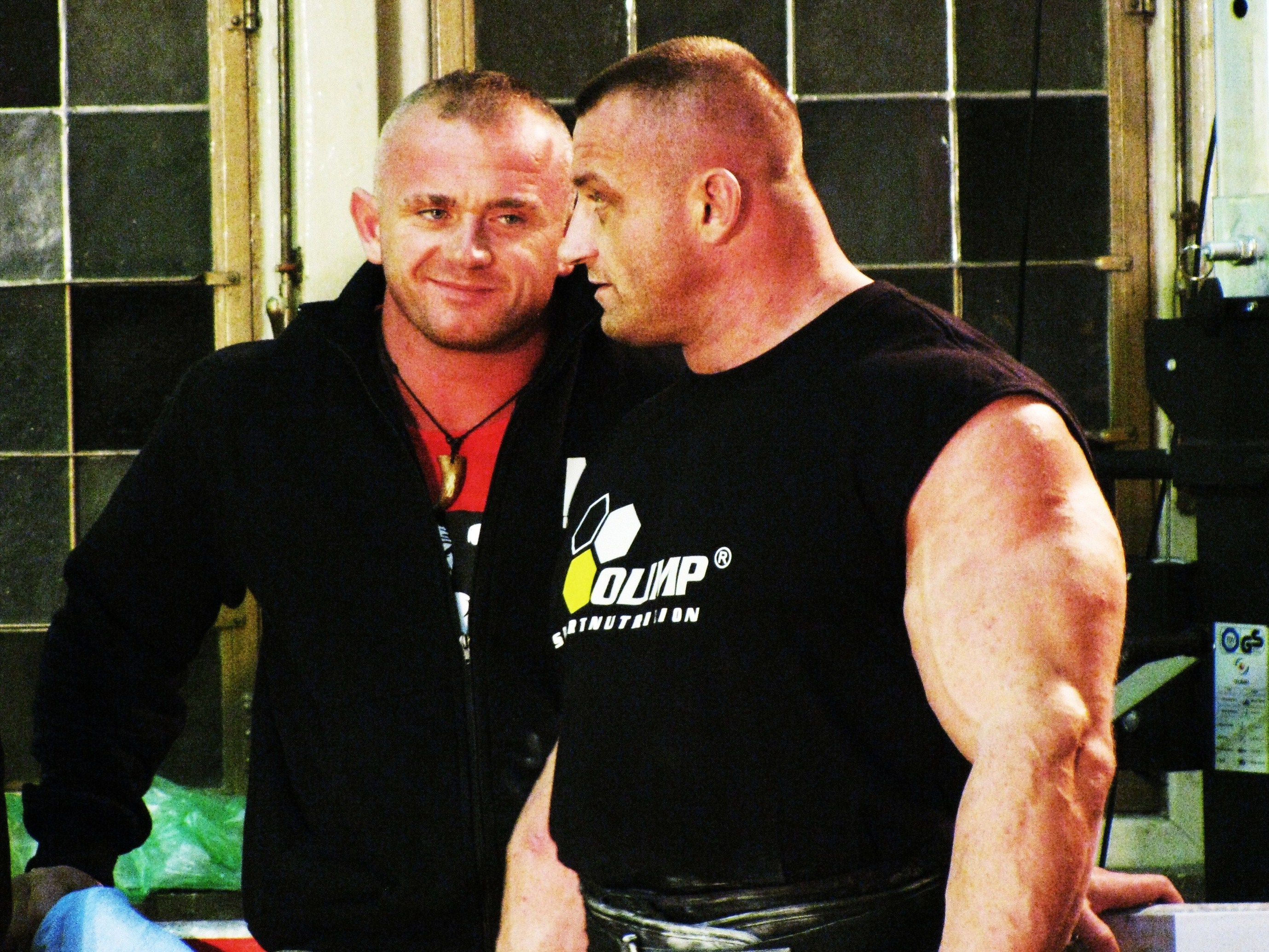
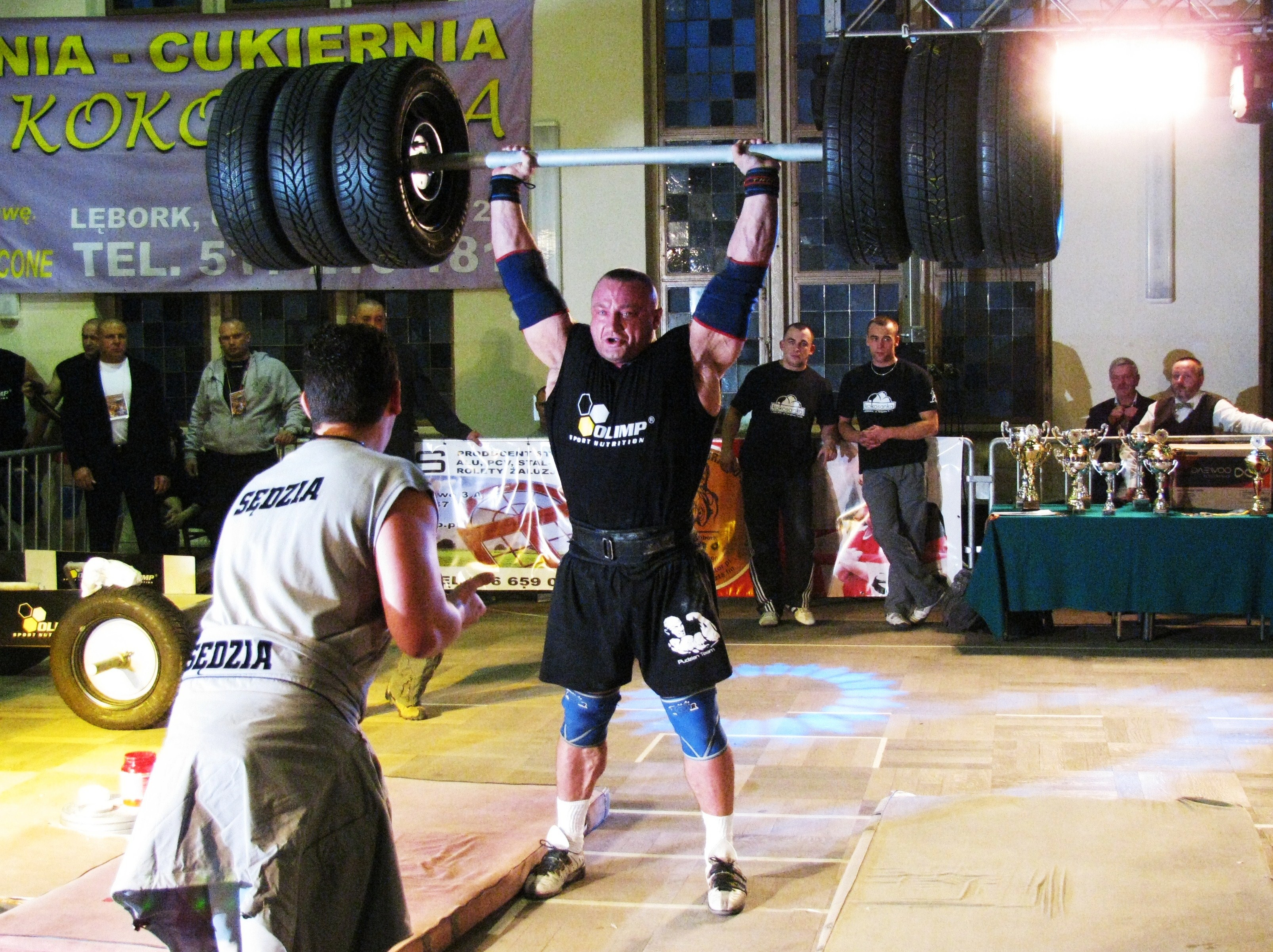

| Статус змагання | 1 місце | 2 місце | 3 місце | 4 місце | 5 місце | 6 місце | 7 місце | 8 місце | 9 місце | 10 місце | Всього |
| --------------- | ------- | ------- | ------- | ------- | ------- | ------- | ------- | ------- | ------- | -------- | ------ |
| Національний    | 15      | 1       |         |         |         |         |         |         |         |          | 16     |
| Міжнародний     | 27      | 6       | 4       | 2       | 2       | 1       |         |         |         | 1        | 43     |
| Змішаний        | 42      | 7       | 4       | 2       | 2       | 1       |         |         |         | 1        | 59     |

## Статистика в змішаних бойових мистецтвах
| Результат   | Противник        | Спосіб                               | Раунд | Час  | Дата              | Місце                                  | Подія                         | Примітки                                                                                            |
| ----------- | ---------------- | ------------------------------------ | ----- | ---- | ----------------- | -------------------------------------- | ----------------------------- | --------------------------------------------------------------------------------------------------- |
| Перемога    | Шон МакКоркл     | Рішення суддів (одностайне)          | 2     | 5:00 | 28 вересня 2013   | Лодзь, Лодзьке воєводство, Польща      | «KSW 24»                      | |
| Поразка     | Шон МакКоркл     | Підкорення (больовий прийом на руку) | 1     | 1:57 | 8 червня 2013     | Ґданськ, Поморське воєводство, Польща  | «KSW 23»                      | |
| Перемога    | Крістос Піліафас | Технічний нокаут (удари кулаками)    | 1     | 3:48 | 15 вересня 2012   | Ґданськ, Поморське воєводство, Польща  | «KSW 20»                      | |
| Перемога    | Боб Сапп         | Технічний нокаут (удари кулаками)    | 1     | 0:39 | 12 травня 2012    | Лодзь, Лодзьке воєводство, Польща      | «KSW 19»                      | |
| Не відбувся | Джеймс Томпсон   | Рішення суддівської комісії          | 2     | 5:00 | 26 листопада 2011 | Лодзь, Лодзьке воєводство, Польща      | «KSW 17»                      | Спірне рішення суддів на користь Пудзяновського було відмінене. Бій визнаний таким, що не відбувся. |
| Поразка     | Джеймс Томпсон   | Підкорення (удушення руками)         | 2     | 1:06 | 21 травня 2011    | Ґданськ, Поморське воєводство, Польща  | «KSW 16»                      | |
| Перемога    | Ерік Еш          | Підкорення (удари кулаками)          | 1     | 1:16 | 18 вересня 2010   | Лодзь, Лодзьке воєводство, Польща      | «KSW 14»                      | |
| Поразка     | Тім Сильвія      | Підкорення (удари кулаками)          | 2     | 1:43 | 21 травня 2010    | Вустер, Массачусетс, США               | «Moosin: God of Martial Arts» | |
| Перемога    | Юсуке Каваґучі   | Рішення суддів (одностайне)          | 2     | 5:00 | 7 травня 2010     | Катовиці, Сілезьке воєводство, Польща  | «KSW 13»                      | |
| Перемога    | Марцин Найман    | Підкорення (удари кулаками)          | 1     | 0:43 | 11 грудня 2009    | Варшава, Мазовецьке воєводство, Польща | «KSW 12»                      | |